# Truxalis fitzgeraldi
Truxalis fitzgeraldi är en insektsart som beskrevs av Vitaly Michailovitsh Dirsh 1950. Truxalis fitzgeraldi ingår i släktet Truxalis och familjen gräshoppor. Inga underarter finns listade i Catalogue of Life.